# سیارک ۱۰۶۴۲
سیارک ۱۰۶۴۲ (به انگلیسی: 10642 Charmaine، نامگذاری:1999BF8) ده هزار و ششصد و چهل و دومین سیارک کشف شده‌است که در ۱۹ ژانویه ۱۹۹۹ کشف شد.
قدر مطلق سیارک برابر ۱۳٫۲۰ است.